# Indigofera trifoliata
Indigofera trifoliata är en ärtväxtart som beskrevs av Carl von Linné. Indigofera trifoliata ingår i släktet indigosläktet, och familjen ärtväxter.

## Underarter
Arten delas in i följande underarter:
- I. t. trifoliata
- I. t. duthiei
- I. t. nepalensis
- I. t. unifoliolata

## Bildgalleri

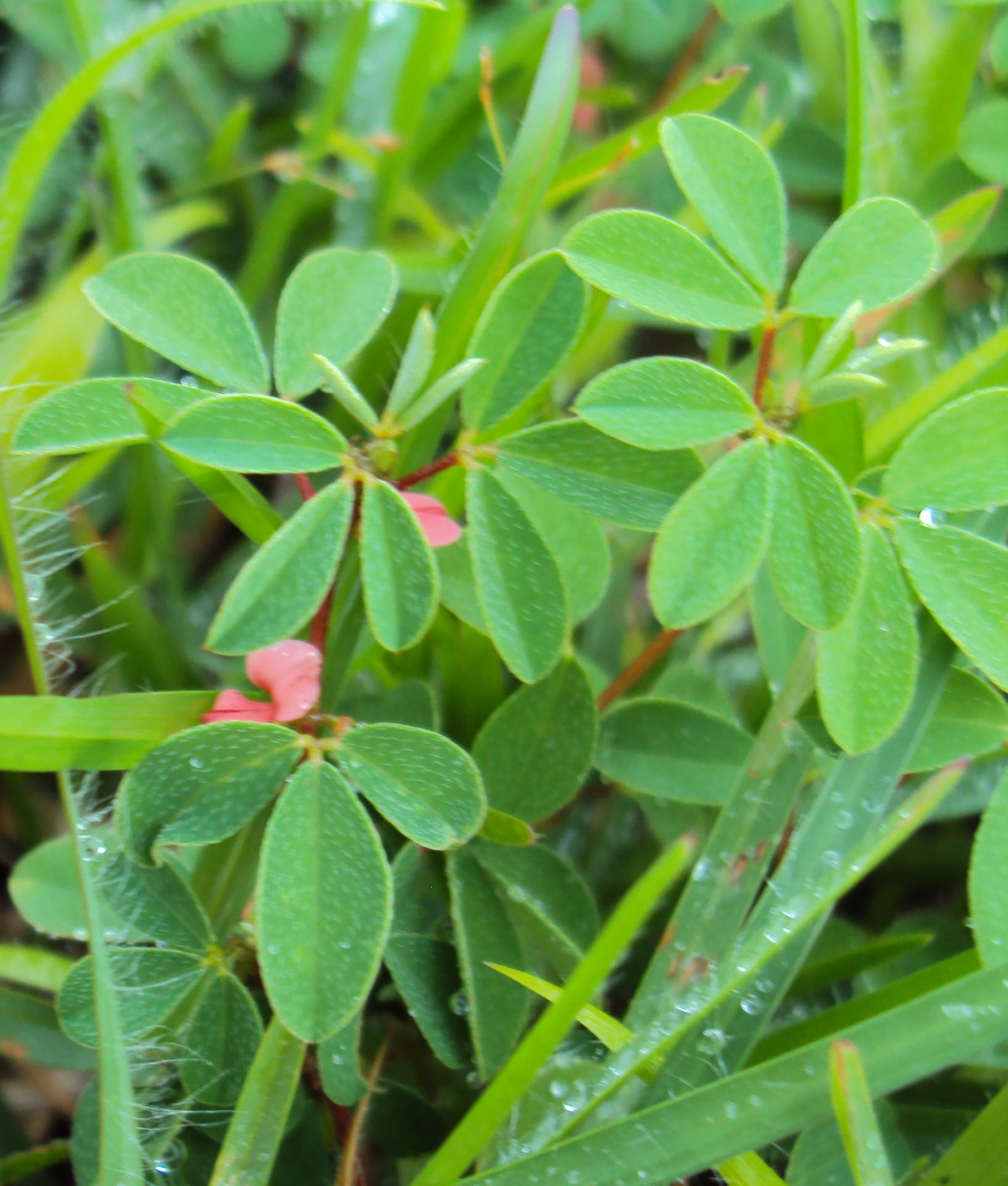
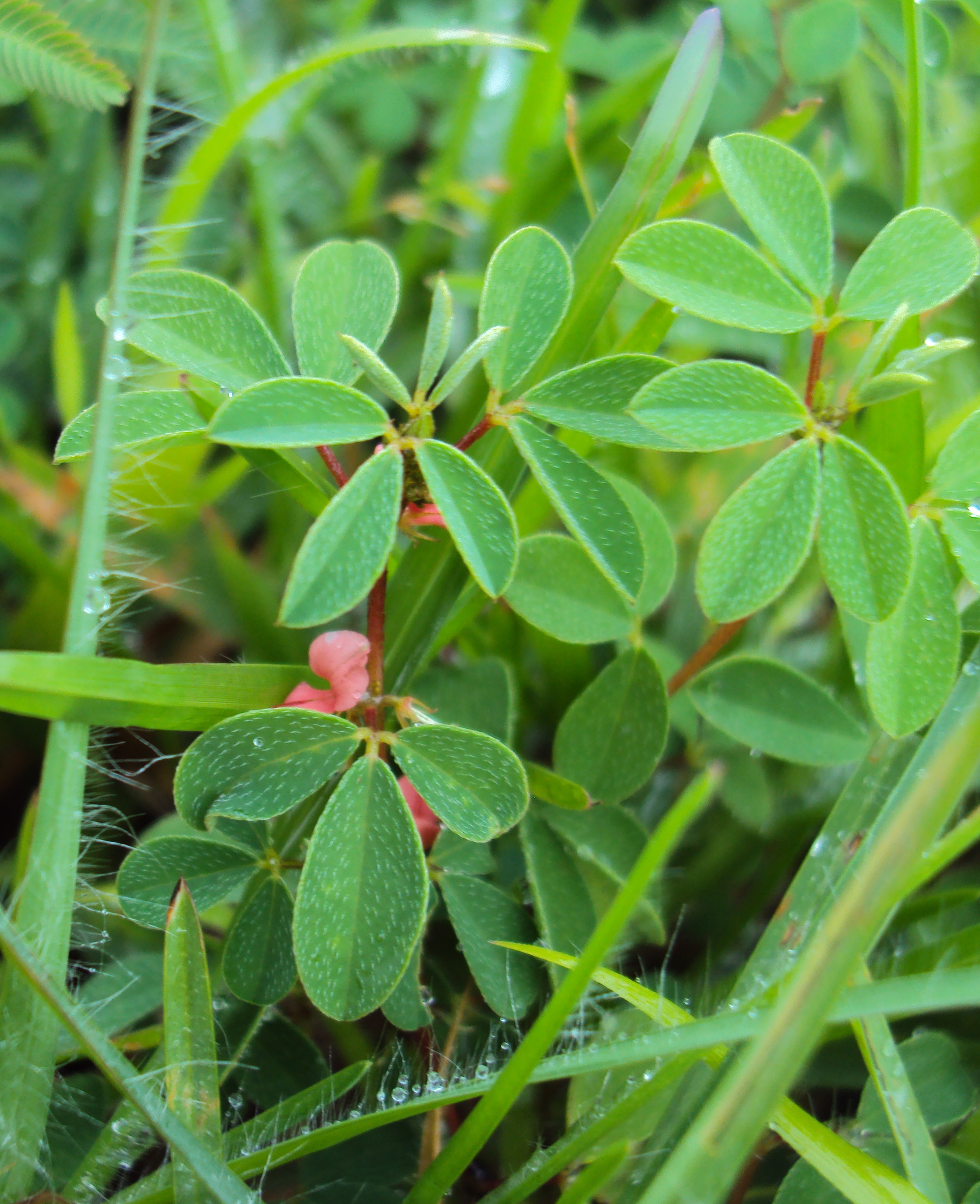
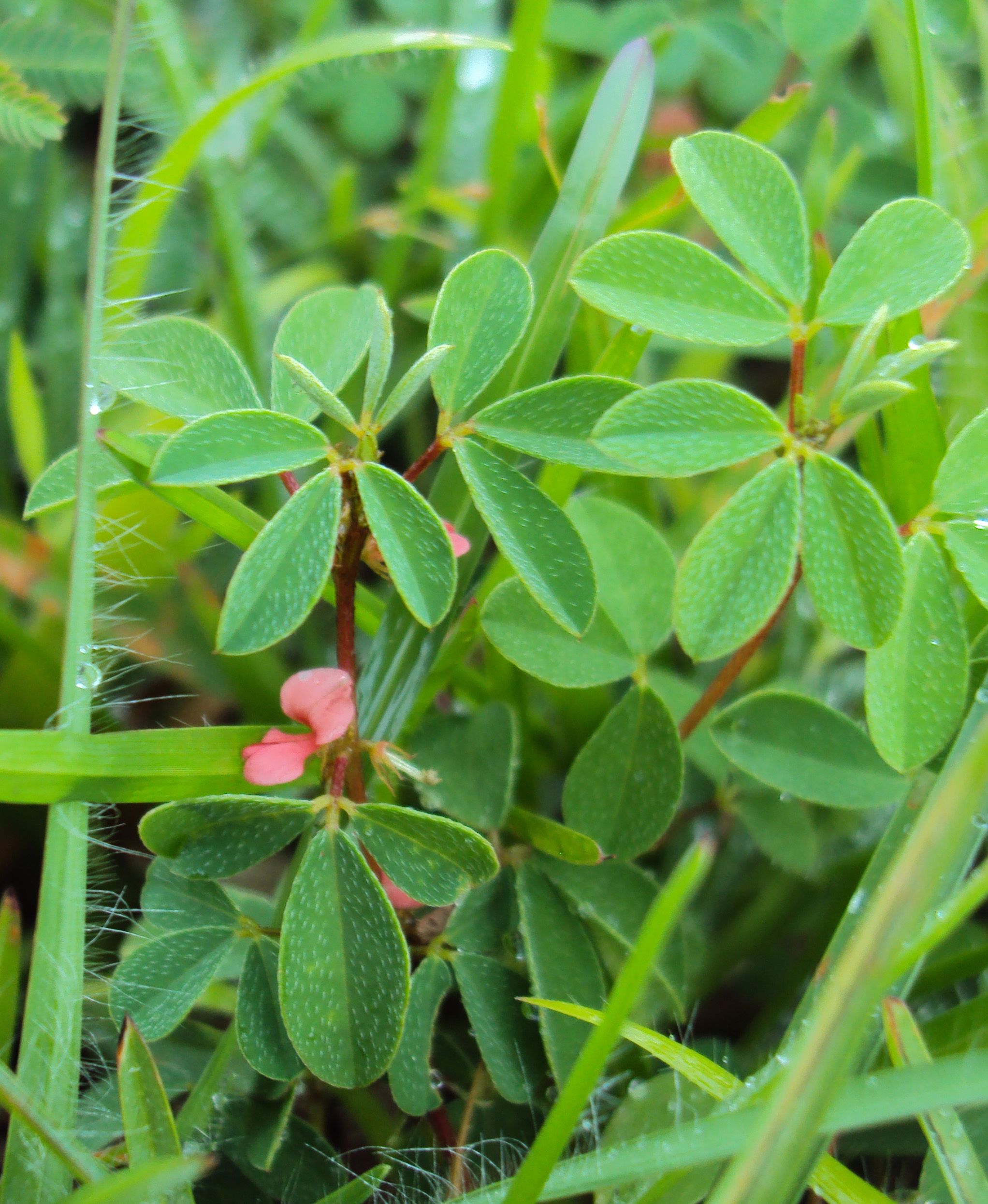